# Belœil (Belgia)
Belœil ([bɛlœj]; nld. Belle; pcd. Beuleul, Baileul) – miejscowość i gmina w Belgii, w Regionie Walońskim, w prowincji Hainaut, w okręgu Ath. Według Dyrekcji Generalnej Instytucji i Ludności, 1 stycznia 2024 roku gmina liczyła 14 244 mieszkańców.

## Podział administracyjny
W skład gminy wchodzi dziewięć dzielnic (section):
- Aubechies
- Basècles
- Ellignies-Sainte-Anne
- Grandglise
- Quevaucamps
- Ramegnies
- Stambruges
- Thumaide
- Wadelincourt

## Osoby

### urodzone w Belœil
- Frédéric Amorison (1930–2014), kolarz
- Émilie Dequenne (1981), aktorka
- Édouard Louis Joseph Empain (1852–1929), przemysłowiec
- Christiane Lenain (1935–1999), aktorka

## Współpraca
Miejscowości partnerskie:
- Crosne, Francja
- Maybole, Wielka Brytania
- Schotten, Niemcy